# تلالنپنتلا د باز، استادو د مخیکو
{{Infobox settlement |official_name = تلالنپنتلا د باز، استادو د مخیکو |nickname = تلالنه یا تلانه |motto = فرهنگ، کار و پیشرفت |image_skyline = |image_flag = |image_seal = |image_map = |mapsize = |map_caption = 
تلالنپنتلا (به اسپانیایی: Tlalnepantla de Baz) از شهرهای کشور مکزیک است که در ایالت استادو د مخیکو قرار دارد و جمعیت آن طبق سرشماری سال ۲۰۱۰ میلادی ۶۶۴٬۲۲۵ نفر بوده است.